# Donja Britvica
Donja Britvica je naseljeno mjesto u gradu Širokom Brijegu, Federacija Bosne i Hercegovine, BiH. Nalazi se u župi Izbično.

## Stanovništvo

### 1991.
Nacionalni sastav stanovništva 1991. godine, bio je sljedeći:
ukupno: 292
- Hrvati - 291
- ostali, nepoznati i neopredijeljeni - 1

### 2013.
Nacionalni sastav stanovništva 2013. godine, bio je sljedeći:
ukupno: 169
- Hrvati - 168
- ostali, nepoznati i neopredijeljeni - 1

## Povijest
Prvi dokumenti o Donjoj Britvici, ali i ostalim krajevima oko Širokog Brijega su iz 1867.

## Crkve i spomenici
Od donjobritvičkih spomenika i građevina, najpoznatija je Crkva Rođenja Blažene Djevice Marije, koja je dovršena, točnije blagoslovljena, 8. rujna 2007. godine na blagdan Male Gospe, pa joj je i crkva posvećena, odnosno Mala Gospa je zaštitnik crkve i samoga mjesta.
Gradnja crkve je započeta 2000. godine sa župnikom fra Dragom Čolakom, ali je potpuno dovršenje trajalo do 2006. Tada je rad nastavio novi župnik, fra Franjo Mabić. Kada je prikupljeno dovoljno sredstava, crkva je nastavila s gradnjom i potpuno dovršena 8. rujna 2007., kada je i bilo svečano otvorenje s biskupom dr. Ratkom Perićem koji je blagoslovio crkvu.
Također, jedan od poznatijih objekata u Donjoj Britvici je spomenik žrtvama Drugog svjetskog rata i Domovinskog rata, koje su živjele ili su podrjetlom iz Donje Britvice i okolnih mjesta; te dva stoljetna križa.